# Àma Gloria
Pour plus de détails, voir Fiche technique et Distribution.
Àma Gloria est un film dramatique français réalisé par Marie Amachoukeli et sorti en 2023.

## Synopsis
Cléo a six ans, des lunettes et un papa - mais plus de maman, cette dernière étant morte d'un cancer. Par bonheur, il y a Gloria, sa mère de substitution, en fait sa nounou, qui l'aime et qu'elle adore. Jamais, au grand jamais Cléo ne voudrait se séparer de Gloria. Pourtant, Gloria doit retourner sur son île de Santiago, au Cap-Vert auprès de César, son fils adolescent et de Fernanda, sa fille qui sur le point d'accoucher. Elle va aussi y superviser la fin d'un chantier, celui de l'hôtel qu'elle espère ouvrir pour le début de la saison touristique. Cléo est ravagée. Rien ne peut remonter le moral de la petite, si ce n'est la promesse qu'elle parvient à arracher à son père : elle pourra rejoindre Gloria dans son village l'été prochain. Elle y passera des moments merveilleux - et d'autres plus tendus, tout en caressant l'espoir secret de faire revenir« sa » Gloria à Paris.

## Fiche technique
Sauf indication contraire, les informations mentionnées dans cette section peuvent être confirmées par les bases de données cinématographiques IMDb et Allociné,  présentes dans la section « Liens externes ».
- Titre original : Àma Gloria
- Réalisation : Marie Amachoukeli
- Assistante réalisatrice : Caroline Ronzon
- Scénario : Marie Amachoukeli, avec la collaboration de Pauline Guéna
- Musique : Fanny Martin
- Décors : Zoé Carré
- Costumes : Agathe Meinnemare
- Photographie : Inès Tabarin
- Son : Yolande Decarsin, Fanny Martin (montage son), Daniel Sobrino (mixage)
- Montage : Suzana Pedro
- Animation : Marie Amachoukeli, Marie Lyet et Pierre-Emmanuel Lyet
- Production : Bénédicte Couvreur
- Société de production : Lilies Films, en association avec Arte et des SOFICA
- Société de distribution : Pyramide Distribution (France)
- Pays de production :  France
- Langue originale : français, créole
- Format[1] : couleur — 1,42:1 — son 5.1
- Genre : drame
- Durée : 84 minutes
- Dates de sortie :
  - France : 17 mai 2023 (Festival de Cannes) ; 30 août 2023 (sortie nationale)
- Classification :
  - France : tous publics

## Distribution
Sauf indication contraire ou complémentaire, les informations mentionnées dans cette section proviennent du générique de fin de l'œuvre audiovisuelle présentée ici.
- Louise Mauroy-Panzani : Cléo
- Ilça Moreno : Gloria
- Arnaud Rebotini : Arnaud
- Abnara Gomes Varela : Fernanda
- Fredy Gomes Tavares : César
- Domingos Borges Almeida : Joachim